# Limenitis velia
Limenitis velia är en fjärilsart som beskrevs av Felder 1867. Limenitis velia ingår i släktet Limenitis och familjen praktfjärilar. Inga underarter finns listade i Catalogue of Life.